# Eugène Desmaisières
Eugène Charles François Joseph Desmaisières (Gent, 30 december 1823 - Brussel, 12 april 1888) behoorde tot een notabele familie en werd in de Belgische erfelijke adel opgenomen.

## Geschiedenis
- In 1646 werd aan Jean Desmaisières, voorvader van de hierna volgenden, de titel van ridder toegekend.
- In 1672 verleende koning Karel II van Spanje de riddertitel aan Jacques-François Desmaisières, zoon van de voorgaande.
- Eugène Desmaisières was een zoon van Léandre Desmaisières, Belgisch minister van Financiën, en van Anna-Isabella de Ghendt.

## Eugène Desmaisières
Eugène Desmaisières was diplomaat, burgemeester van Heers en Limburgs provincieraadslid.
Hij trouwde in Ukkel in 1859 met barones Virginie de Wal (1831-1906). Zij was eerst gehuwd met baron Arthur de Woelmont, een huwelijk dat burgerlijk en kerkelijk ontbonden werd. Ze kregen twee zoons, Albert en Camille Desmaisières.
Enkele weken voor zijn dood werd Eugène Desmaisières erkend in de Belgische erfelijke adel, met de titel burggraaf, overdraagbaar bij eerstgeboorte.

## Nakomelingen

### Albert Desmaisières
- Albert Eugène Joseph Ghislain Desmaisières (Brussel, 12 oktober 1860 - Elsene, 10 december 1906), burgemeester van Heers, trouwde in Perk in 1899 met gravin Claire Christyn de Ribaucourt (1874-1951). Zij was een dochter van graaf Adolphe Christyn de Ribaucourt, senator en burgemeester van Perk. Het echtpaar kreeg vier kinderen, van wie de laatste postuum, geboren enkele dagen na de vroegtijdige dood van zijn vader.
  - Antoine Desmaisières (1903-1971) trouwde in Sevilla in 1927 met Carmen de Rojas y Solis (1906-1996). Met afstammelingen tot heden.

### Camille Desmaisières
Camille Charles Joseph Ghislain Desmaisières (1862-1921) verkreeg in 1908 de titel burggraaf, overdraagbaar bij eerstgeboorte. Hij trouwde in Brussel in 1908 met de weduwe van zijn broer, gravin Claire Christyn de Ribaucourt. Het echtpaar bleef kinderloos.
Hij werd burgemeester van Heers, volksvertegenwoordiger en vervolgens senator.